# Giudice (storia della Sardegna)
Giudice, nel significato di sovrano è la definizione utilizzata in lingua italiana per tradurre dalla lingua sarda la parola judike. Nei documenti ufficiali delle cancellerie dei quattro regni sardi tale parola veniva utilizzata per indicare la persona del re. Sempre con lo stesso significato tale parola veniva espressa anche in altre forme quali: iudike, judiche o iudice o ancora nella forma femminile juyghissa (vedi la Carta de Logu promulgata da Eleonora d'Arborea), ma anche rege  (dal latino ''rex, regis'', "re").

I Giudicati sardi

## Origine del nome
Per il loro significato, il termine judike e le sue varianti sono di derivazione bizantina (vedi arconte), mentre quanto all'etimologia derivano dal latino: iudex, iudicis, "magistrato, giudice".

## Peculiarità delle funzioni del giudice
Sebbene in lingua italiana la parola "giudice" (riferita a judike) indichi un generico sovrano, in realtà i sovrani dei regni sardi medioevali si differenziavano nettamente da quelli dei regni continentali coevi.
La principale differenza consisteva nel fatto che il loro patrimonio personale era distinto dal demanio statale. I regni infatti non erano di proprietà del sovrano, ma del popolo che accettava di sottomettersi a lui in cambio di un solenne giuramento nel quale il re si impegnava a rispettarne le prerogative. Al riguardo, lo storico Francesco Cesare Casula scrive: 
(Francesco Cesare Casula, Aggiornamento e note storico - diplomatiche al Codex Diplomaticus Sardiniae di Pasquale Tola, Tomo I, pag XI, Carlo Delfino Editore, Sassari, 1984)

## Legittimazione del giudice
I due primari principi giuridici che legittimavano le funzioni dei giudici erano quello dinastico e quello della designazione fatta dalla Corona de Logu (il parlamento del regno). Successivamente alla loro elezione, dopo la cerimonia di investitura (su collectu) e dopo il solenne giuramento chiamato bannus consensus in cui si affermava la loro appartenenza al popolo, veniva affidato loro lo Stato; essi diventavano da quel momento titolari di tutti i poteri sovrani, da quelli amministrativi a quelli giudiziari e militari. I giudici qualificavano loro stessi come reges e definivano come regno (rennu) l'ambito territoriale della loro potestà; essi erano sovrani ben inseriti nel contesto internazionale del Medioevo: parteciparono infatti alle crociate, presero parte nella lotta tra impero e papato, furono fautori del monachesimo. Dimoravano in palazzi protetti da un efficiente corpo di guardia chiamato kita de buiakesos e nei sigilli e nelle pergamene usavano scrivere il loro nome seguito da rex. Secondo alcuni storici, in conformità agli usi continentali, per evitare fraintendimenti circa il loro titolo, ogni monarca sardo specificava che era judex sive rex (giudice ovverosia re).

## La reggenza
In caso di impedimento del giudice legittimo, veniva eletto un judike de factu, ossia un reggente. Solitamente provenivano dalla famiglia del sovrano stesso e svolgevano tutte le azioni di governo dello Stato. Il caso più celebre fu Eleonora d'Arborea, che resse il trono per il figlio primogenito Federico (che morì all'età di dieci anni) e, dopo di lui, in nome del secondogenito Mariano V. Precedettero Eleonora come giudicesse reggenti o "portatrici di titolo" (al consorte o al figlio): Elena di Gallura, Benedetta di Cagliari e Adelasia di Torres.

## Elenco dei giudici sardi
- Giudici di Arborea
- Giudici di Cagliari
- Giudici di Gallura
- Giudici di Torres
- Lacon-Gunale
- Lacon-Massa
- De Serra Bas
- De Thori